# Polymorphanisus semperi
Polymorphanisus semperi är en nattsländeart som först beskrevs av Brauer 1868.  Polymorphanisus semperi ingår i släktet Polymorphanisus och familjen ryssjenattsländor. Inga underarter finns listade i Catalogue of Life.